# Neto (jogador de futsal)

Prêmio Bola de Ouro melhor jogador da Copa do Mundo

Dovenir Domingues Neto, mais conhecido como Neto (Uberlândia, 5 de setembro de 1981) é um jogador brasileiro de futsal. É jogador da Seleção Brasileira de Futsal.
Marcou o gol do título da seleção brasileira na final contra a Espanha, na Copa do Mundo de Futsal de 2012 ocorrida na Tailândia, faltando 19 segundos para o término da segunda etapa da prorrogação.
Atualmente tem 192 jogos pela seleção brasileira. Fez parte de um dos melhores times da história do esporte, o Boomerang Interviú, durante seis temporadas.

## Clubes
- Atlético Mineiro - 1998/2000
- Minas - 2001/2002
- Ulbra - 2003/2004
- Boomerang Interviú - 2004/2010
- Santos - 2011
- Krona/Joinville - 2012
- Gazprom UGRA - 2013
- Corinthians - 2014/2015
- Split Tommy - 2016
- Kairat Almaty - 2016
- Sorocaba Futsal - 2017

## Títulos

### Individuais
- 2012 - Prêmio Bola de Ouro (melhor jogador da Copa do Mundo)[1]
- 3 vezes melhor fixo da Liga Nacional 2002/2004/2011
- 1 vez melhor fixo da Liga Espanhola 2008
- Melhor jogador da Copa América 2011

### Pelos clubes
- Atlético Mineiro - 1998/2000
- Minas - 2001/2002
- Ulbra - 2003/2004
- Boomerang Interviú - 2004/2010
- Santos - 2011
- Krona/Joinville - 2012
- Gazprom UGRA - 2013
- Corinthians - 2014/2015
- Split Tommy - 2016
- Kairat Almaty - 2016